# Михасенко, Геннадий Павлович
Генна́дий Па́влович Михасе́нко (16 февраля 1936, в Иркутске
— 4 июня 1994, Братск) — русский советский детский писатель, драматург, поэт, член Союза писателей России и Союза журналистов России, член Международной гильдии писателей, телеведущий.

## Биография
Родился 16 февраля 1936 в Славгороде Алтайского края. Детство его прошло в деревне Кандаурово в Новосибирской области, куда его мать переехала с началом Великой Отечественной войны, отец Геннадия Павловича с первых дней войны ушёл на фронт. Детство стало как бы прологом к его первой повести и к писательской судьбе вообще..
После окончания Новосибирского инженерно-строительного института Михасенко попросил назначение на строительство Братской ГЭС — с тех пор Братск стал его рабочей и литературной судьбой.
Начал публиковать рассказы в 1959: автобиографическая повесть «Кандаурские мальчишки» впервые изданная в журнале «Сибирские огни», стала, по словам самого Михасенко, большой удачей и была отмечена на совещании детских писателей в Новосибирске, когда писателю было всего двадцать лет. Позже повесть была выпущена отдельным изданием и получила всесоюзную известность.
В 1959 году Г. П. Михасенко получает диплом инженера-гидростроителя и приезжает в Братск. По основной своей специальности работает мастером на заводе железобетонных изделий, затем начальником конструкторского отдела управления производственных предприятий. В это время появляются повести «В союзе с Аристотелем», «Пятая четверть», «Неугомонные бездельники».
В 1963 году Геннадия Михасенко принимают в Союз писателей СССР.
В 1974 году в журнале «Юность» печатается повесть «Милый Эп». Она переведена на немецкий, венгерский, чешский языки. Основанная на ней пьеса ставилась во многих ТЮЗах страны, в 1991 году был снят художественный фильм «Милый Эп».
В 1977 году в альманахе «Сибирь» опубликованы «Записки комиссара». Теме военно-патриотического воспитания посвящены повести «Я дружу с Бабой-Ягой» и «Гладиатор дед Сергей». Писатель создал пьесы «Мечудар», «Остров Тэнга». В жанре сказки написаны «Желудёвые человечки», «Тирлямы в подземном королевстве», «Земленыр, или Каскад приключений».
В Иркутске произведения входят в региональную школьную программу по внеклассному чтению.

## Экранизации
- 1972 — «Пятая четверть»
- 1991 — «Милый Эп»
- 2024 — «Суворовец 1944»

## Награды и премии
- Почётный гражданин города Братска — за вклад в развитие культуры города Братска и в связи с 70-летием со дня рождения (посмертно)[21].

## Память

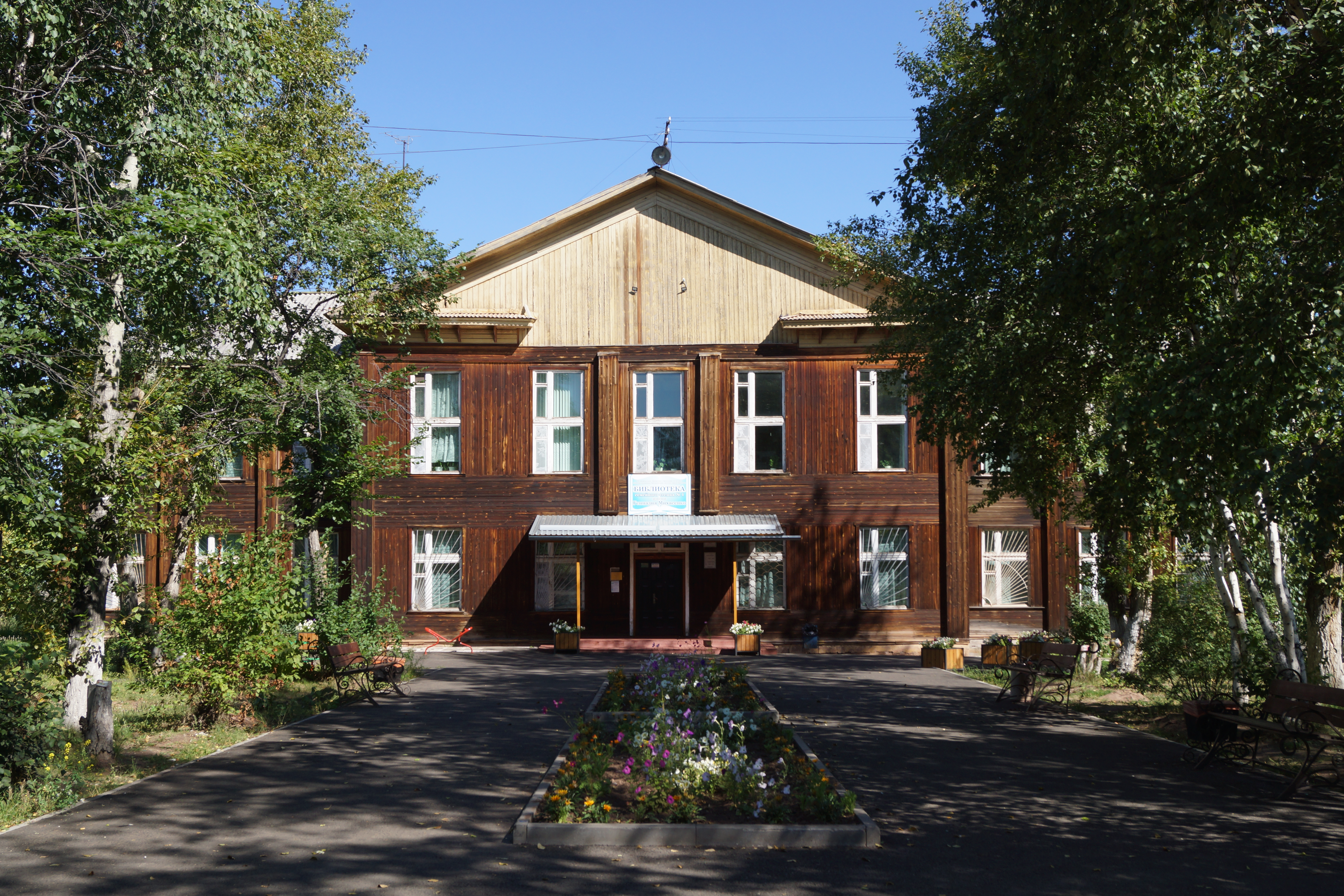
Библиотека семейного чтения №1 имени Геннадия Михасенко

- 26 июня 1998 года Братская городская Дума присвоила имя писателя библиотеке-филиалу № 1 муниципальной организации культуры «Централизованная библиотечная система».
- В 2011 году на базе библиотеки открылся музей Геннадия Павловича Михасенко[22].

## Интересные факты
- Братский театр кукол «Тирлямы» взял своё название из сказочной повести «Тирлямы в подземном королевстве».